# 天主教卡美日诺-圣塞韦里诺马尔凯总教区
天主教卡美日诺-圣塞韦里诺马尔凯总教区是罗马天主教在意大利中部马尔凯大区设立的一个总教区，属于费尔莫教省，主教座堂设在马切拉塔省城市卡美日诺。
1787年，卡美日诺升格为总教区。1986年，圣塞韦里诺教区并入。
現任總主教為方濟各·馬薩拉，榮休總主教為安傑洛·法賈尼和方濟各·若望·布魯尼亞羅。